# ジュリアーナ・ストラミジョーリ

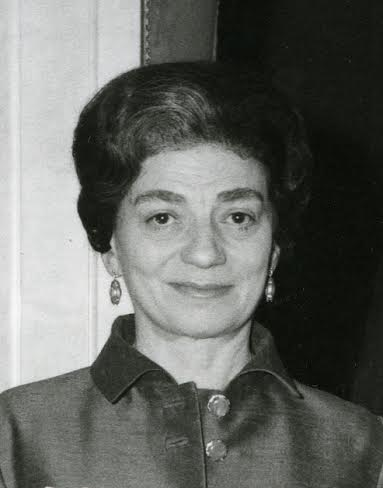
1980年代のストラミジョーリ教授

ジュリアーナ・ストラミジョーリ（Giuliana Stramigioli、1914年8月8日 ローマ - 1988年7月25日 ローマ) はイタリアの日本学者、実業家。ローマ・ラ・サピエンツァ大学教授。『将門記』の研究者。勲三等宝冠章受章。

## 来歴
1914年8月8日、ローマ生。
1936年、ローマ・ラ・サピエンツァ大学にて学位取得。指導教官はジュゼッペ・トゥッチ。同年、第一回日伊交換留学生として京都帝国大学に留学し、日本語と仏教美術を研究する。2年後イタリアに帰国し、ナポリ大学にて教鞭を執るが、その1年後に国際文化振興会（国際交流基金の前身）の奨学金を得て再び日本に留学する。
1936年から1940年の間、ジャーナリズムの分野で盛んに活動。その中には「ガッゼッタ・デル・ポポロ」紙、および「ジョルナーレ・ディタリア」紙に寄稿した朝鮮についてのルポルタージュや、北日本やアイヌ民族についてのルポルタージュなどがある。第二次世界大戦中には在日本イタリア大使館とイタリア文化会館に勤務した。
戦後、東京外国語大学でイタリア語を教授した。また、彼女は1948年に文化活動としてイタリフィルムを設立し、イタリア映画の日本への輸入を始め、日本の映画ファンに「無防備都市」、「自転車泥棒」などネオレアリズムの作品を紹介した。更に、ヴェネツィア国際映画祭に黒澤明の映画「羅生門」を紹介したのも彼女である。彼女はヴェネツィア国際映画祭からの依頼で日本映画の候補作の調査を担当しており「羅生門」を選定した。しかし、製作元の大映は出品費用が負担できないと反対したため、ストラミジョーリは自費で英語の字幕を付け映画祭に送った結果、「羅生門」は同映画祭で最高賞の金獅子賞を獲得した。海外映画祭への出品に懐疑的・消極的だった日本の映画製作会社はこの受賞をきっかけに積極的な出品を行うようになり、彼女の行為は日本映画が海外で高い評価を得る嚆矢となった。
1965年、イタリアに帰国。マルチェッロ・ムッチョーリ（1898-1976）の後を継いで、ローマ・ラ・サピエンツァ大学にて日本語、日本文学の教授となり1985年までその職を務めた。フォスコ・マライーニとともに、伊日文化研究会（AISTUGIA）の創立メンバーである。

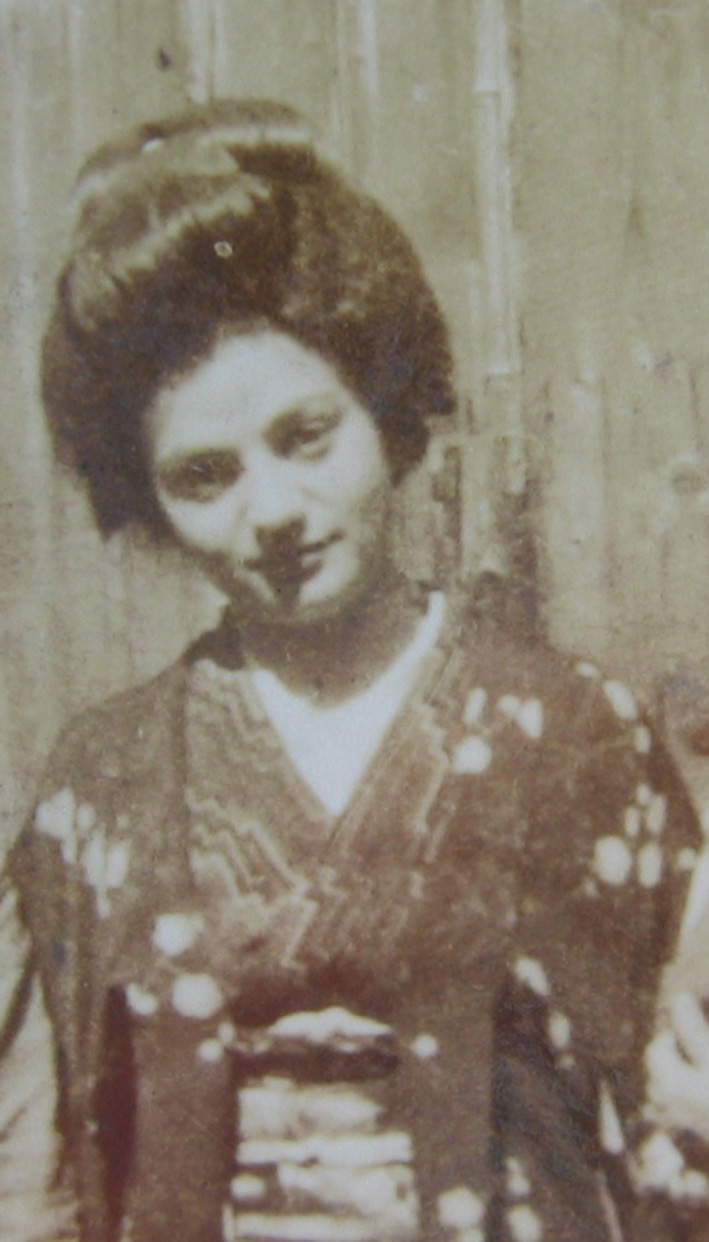
日本滞在中のストラミジョーリ、（京都？）1937年

1988年7月25日、ローマにて死没。

## 受勲・受賞歴
- 1982年 勲三等宝冠章
- 1988年 岡野賞

## 著作

### 日本語
- 「将門記と平の将門の叙述についての研究序説」、『古典遺産』、（26・5）、1975、pp. 1–3
- 「「将門記」に関する二、三の問題提起」『文学』(1)、1979、p. 77-84、（岩波書店）　https://cir.nii.ac.jp/crid/1523388079664524672

### 伊語
- 「Scuole mistiche e misteriosofiche in India」、『Asiatica』、n. 1, 1936年、pp. 16–21.
- 「Lo spirito dell'arte orientale」、『Asiatica』、n. 2, 1936年、pp. 70–80.
- 「Il paesaggio e la natura nell'arte dell'Estremo Orente」、『Asiatica』、n. 3, 1936年、pp. 111–117.
- 「L'arte sino-siberiana」、『Asiatica』、n. 3、1936年、pp. 140–144.
- 「Spirito e forme del giardino orientale」、『Asiatica』、n. 4, 1936年、pp. 181–188.
- 「Cenno storico sulla pittura cinese」、『Asiatica』、n. 5-6, 1936年、pp. 252–258.
- 「La vita dell'antico Giappone nei diari di alcune dame di corte」、『Asiatica』、n. 3, 1937年、pp. 139–146.
- 「Sciotoku, l'educatore dell'anima giapponese」、『Nuova Antologia』、a. 72, fasc. 1576、Roma, 16 Nov.、1937年, pp. 180–187.
- 『Giappone』、Milano, Garzanti、1940年　https://ndlsearch.ndl.go.jp/books/R100000002-I000008017589?ar=4e1f

### 英語
- 「Hideyoshi's Expansionist Policy on the Asiatic Mainland」、『Transactions of the Asiatic Society of Japan』, 3ª serie, vol. III, Tokyo, 1954年、pp. 74–116.
- 「A Few Remarks on the Masakadoki、Chronicle of Taira no Masakado」、『Studies on Japanese Culture』、vol. I、P.E.N. Club、1973年、pp. 129–133.
- 「Preliminary Notes on Masakadoki and the Taira no Masakado Story」、『Monumenta Nipponica』、vol. XXVIII, n. 3、1973年、pp. 261–293.
- 「Shōmonki」、「Taira no Masakado」、『Encyclopedia of Japan』、Tokyo, Kodansha, 1983年、vol. 7、pp. 165 と 301.

### 翻訳
- Hōgen monogatari 『保元物語』
  - 伊訳、その一、『Rivista degli Studi Orientali』、vol. XLI、fasc. III、1966年, pp. 207–271.
  - そのニ、『Rivista degli Studi Orientali』、vol. XLII、fasc. II、1967年、pp. 121–183.
  - その三、『Rivista degli Studi Orientali』、vol. XLII、fasc. IV、1967年, pp. 407–453.
- Heiji monogatari 『平治物語』
  - 伊訳、その一 , 『Rivista degli Studi Orientali』、vol. XLIX, fasc. III-IV、1975年, pp. 287–338.
  - そのニと三、『Rivista degli Studi Orientali』、vol. XI、fasc. II、1977年, pp. 205–279.
- Masakadoki 『将門記』
  - 伊訳、『Rivista degli Studi Orientali』、vol. LIII、fasc. III-I、1979年、pp. 1-69.

### 日本語
- 荒谷 次郎、末常 尚志「追悼 ジュリアーナ・ストラミジョーリ女史」、『日伊文化研究』 (通号 27) 1989年 pp. 69～82
- 黒澤明『蝦蟇の油　自伝のようなもの』岩波書店、pp. 351～352
- 渡邉一弘「日本イタリア文化交流のかけ橋としてージュリアーナ・ストラミジョーリの事蹟」、『昭和のくらし研究 』(15), 33-54,2, 2017-03　https://www.showakan.go.jp/publication/bulletin/pdf/15_watanabe.pdf

### 伊語
- La Rocca、Teresa Ciapparoni、「Giuliana Stramigioli (1914-1988): donna, manager e docente」、Andrea Maurizi、Teresa Ciapparoni La Rocca (編集) 『La figlia occidentale di Edo. Scritti in memoria di Giuliana Stramigioli』、2012年、FrancoAngeli、pp. 59～72
- Orsi Maria Teresa、「Giuliana Stramigioli (1914-1988)」、 『Rivista degli Studi orientali』(通号62-63)、 1990年、 pp. 143～145

### 英語
- Burdett Charles、 『Journeys Through Fascism: Italian Travel-Writing between the Wars』、 New York; Oxford, Berghahn Books、 2007年、 see pages 263 and 270
- Dittmer Lowell、 Kim Samuel S.、『China's Quest for National Identity』、Cornell University Press、 1993年、 see page 57.
- Horvat Andrew、 「Rashomon perceived: The challenge of forging a transnationally shared view of Kurosawa's legacy」、  Blair Davis、 Robert Anderson and Jan Walls (編集) 『Rashomon effects : Kurosawa, Rashomon and their legacies』、 Routledge, 2016年, pp.45～54
- Kublin Hyman、 「The evolution of Japanese colonialism」、『Comparative Studies in Society and History』 (通号2.01)、 1959年、pp. 67～84
- Steenstrup Carl、「Notes on the Gunki or Military Tales: Contributions to the Study of the Impact of War on Folk Literature in Premodern Japan」、『Comparative Civilizations Review』 (通号4)、 1980年: pp. 1～28.